# Tone (Ibaraki)

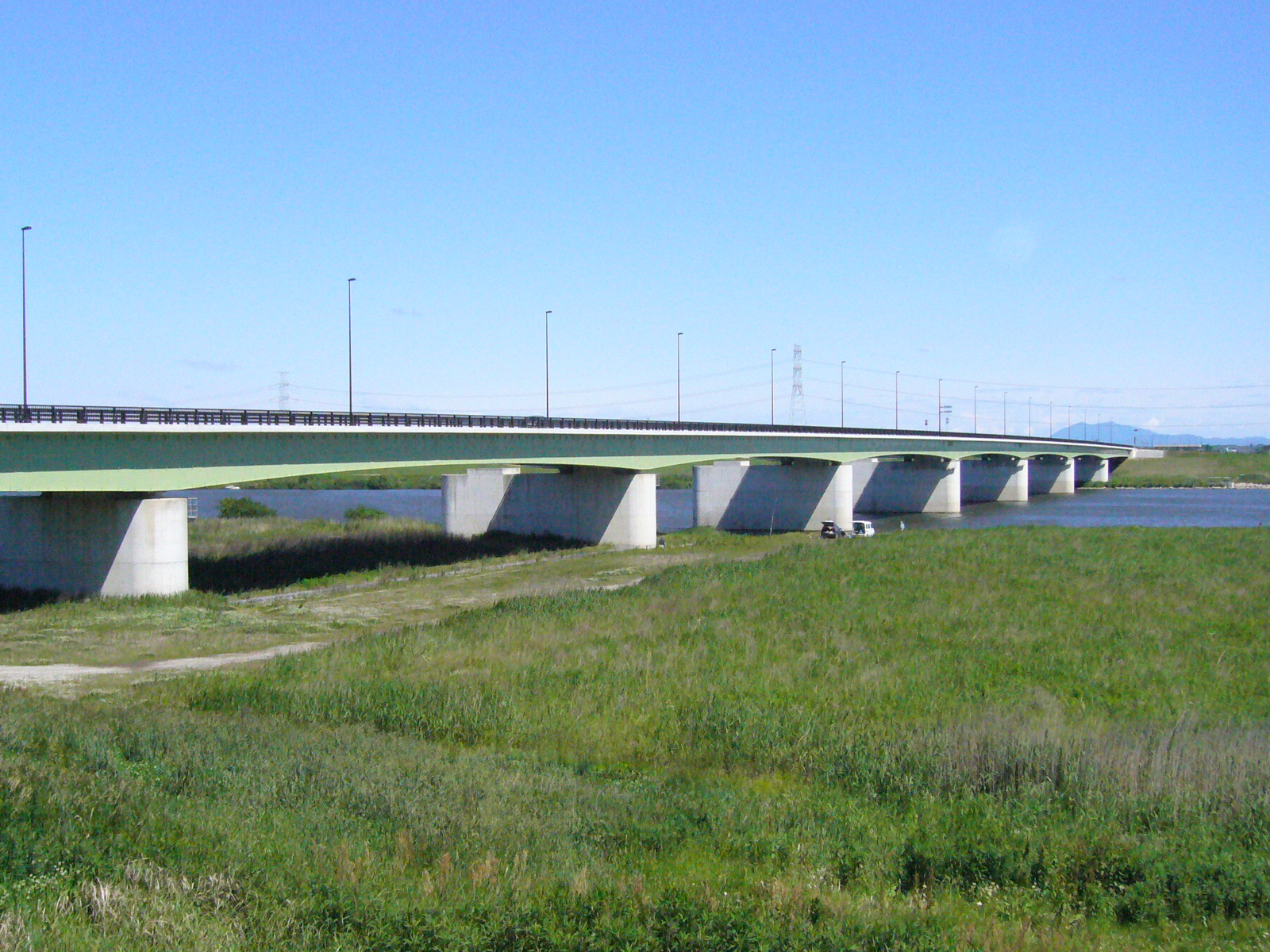
Puente Wakakusa sobre el río Tone, al fondo el monte Tsukuba.

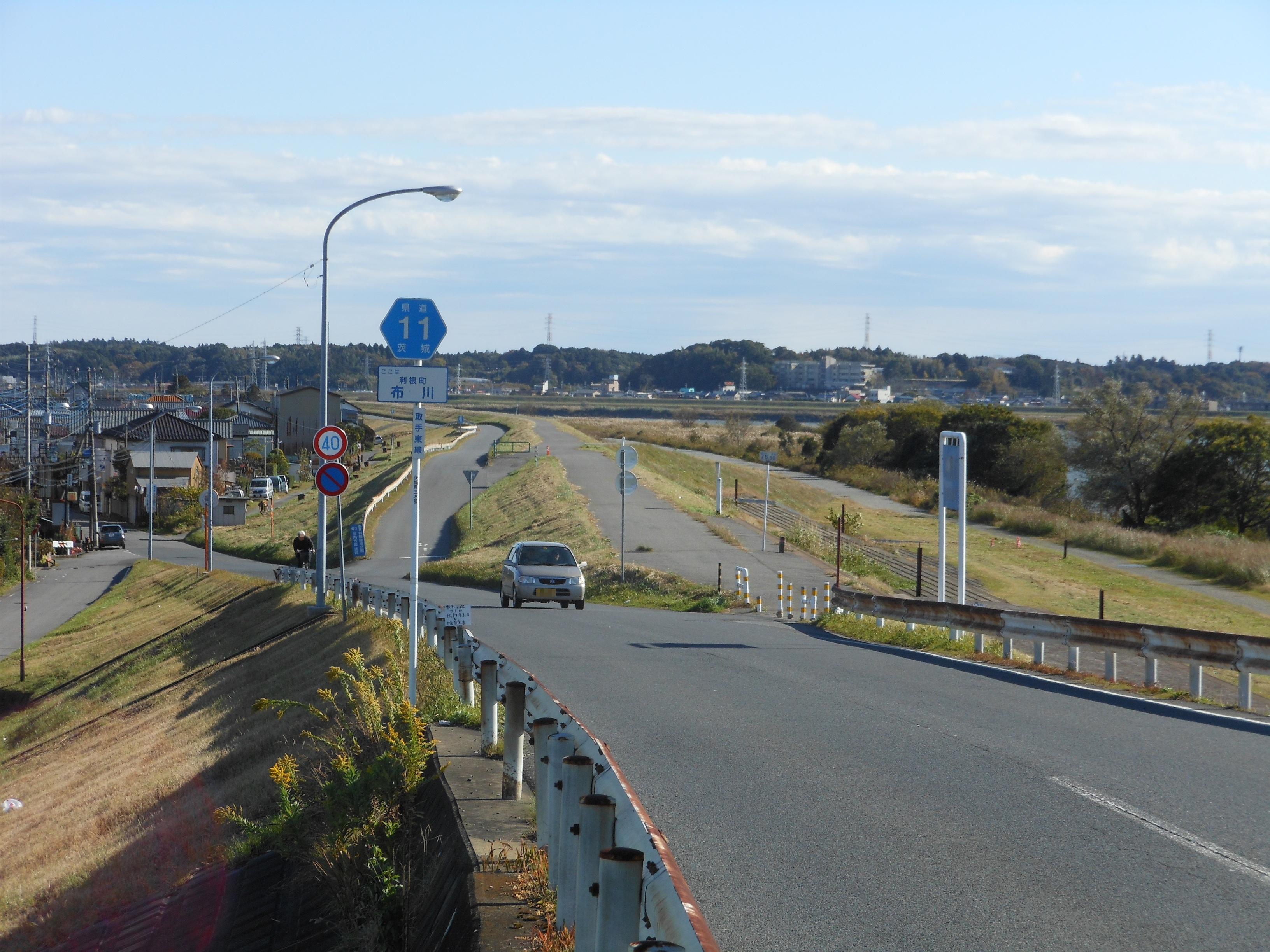
Ruta Prefectural 11 en el barrio Fukawa.

Tone (利根町 Tone-machi?) es una  población situada en la prefectura de Ibaraki, en Japón, a orillas del río Tone. La localidad está ubicada a unos 50 km de la metrópoli de Tokio.

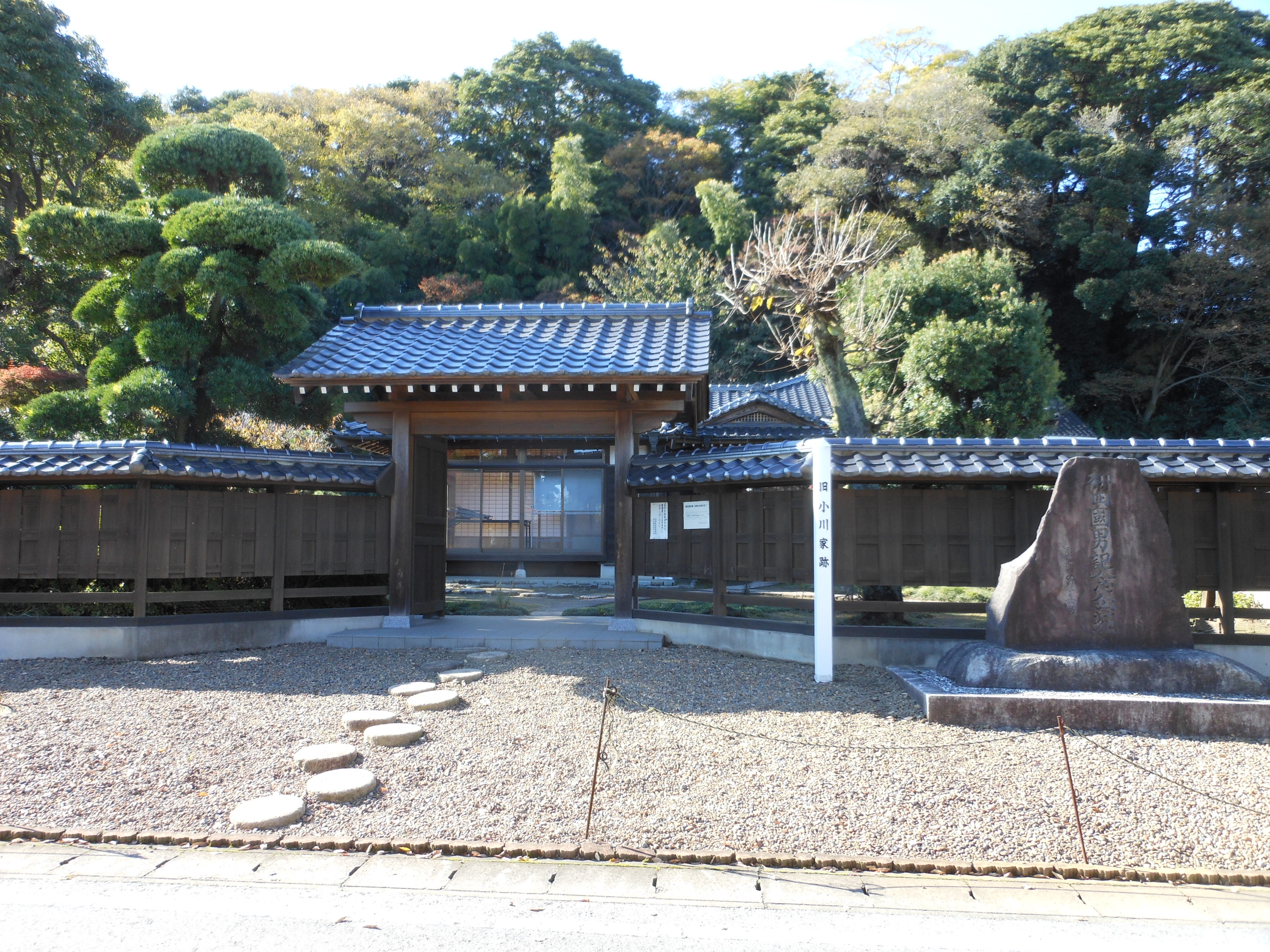
Jardín público Yanagida Kuni en Tone.

Tone es el único municipio que pertenece al Distrito de Kitasōma (北相馬郡 Kitasōma-gun), y su nombre proviene de su epónimo río Tone.
El 1 de diciembre de 2013, la ciudad tenía una población de 16.872 habitantes y una densidad poblacional de 678 personas por km ².  La superficie total es de 24,90 km².

## Creación de la población
Las villas de Fukawa (布川村), Fumi (文村) y Monma (文間村) fueron creados con el establecimiento del sistema municipal el 1 de abril de 1889.
El 1 de enero de 1955 las tres poblaciones anteriores se fusionaron para formar el pueblo (町 machi) de Tone.

## Geografía
La población se encuentra ubicada al sur de la Prefectura de Ibaraki, a orillas del río Tone. Su territorio limita al este con Kawachi, al norte con  Ryūgasaki, al oeste con Toride y al sur cruzando el Río Tone con los municipios de Abiko,  Inzai y Sakae perteneciente a la vecina Prefectura de Chiba.
Su territorio es plano y lo riegan los ríos: Tonegawa, Shintonegawa y Kokaigawa. 
La agricultura es el centro de actividad de la población, principalmente el arroz y otras variedades de cultivos. 

## Transporte
Se comunica a través de  la Ruta Prefectural 4 al norte con la vecina ciudad de Ryūgasaki, y por la misma ruta al sur cruzando el río Tone, con la también vecina ciudad de Abiko (Chiba). 
Por la Ruta Prefectural 11 se comunica hacia el este con la vecina población de Kawachi, y continuando al este con las ciudades de Itako y Katori (Chiba), entre otras. También existe la opción en cruzar el río Tone y tomar la Ruta Nacional 356, ubicada en la Prefectura de Chiba,  que sigue la margen sur del  mismo río, y desplazarse al este o al oeste de esa prefectura.
Por la cercana Ruta Nacional 408 al norte, está comunicada con la vecina ciudad de Inashiki y allí puede empalmar a la autopista Ken-Ō Expressway (圏央道 Ken-Ō Dō), o Metropolitan Inter-City Expressway (首都圏中央連絡自動車道 Shuto-ken Chūō Renraku Jidōsha-dō), y en la ciudad de Tsukuba tomar el cruce intercambiador “Tsukuba JCT” a la autopista Jōban Expressway que la comunica al norte con la capital de la prefectura la ciudad de Mito.
A través de la misma Ruta Nacional 408, tiene acceso al Aeropuerto Internacional de Narita en la ciudad de Narita.
En la ciudad de Narita existe la entrada “Narita-Sumaato IC” a la autopista Shin-Kūkō Expressway que la comunica al suroeste con Tokio.